# Alborada del gracioso

Alborada del gracioso (Aubade du bouffon en français) est la quatrième pièce des Miroirs pour piano de Maurice Ravel (1905). L'orchestration qu'en a faite par la suite le compositeur (1919) en a fait une des œuvres les plus populaires de son catalogue.
L'Alborada correspond à un chant espagnol du matin (aubade). Gracioso est dans ce contexte un terme péjoratif qui renvoie à un homme d'âge mûr usant d'artifices vains pour conquérir le cœur d'une jeune femme. L'œuvre, d'une grande virtuosité tant pianistique qu'orchestrale, est empreinte d'un fort caractère espagnol notamment dans son introduction staccato évoquant le pincement de la guitare et dans son rythme très marqué.
La création au piano eut lieu le 6 janvier 1906 sous les doigts de Ricardo Viñes. La première exécution de la version orchestrale fut donnée à Paris, le 17 mai 1919, par les concerts Pasdeloup. En 2016, une transcription pour Pierrot ensemble (flûte, clarinette/clarinette basse, violon, violoncelle et piano) est écrite par Tim Mulleman.
Son exécution dure environ sept minutes.